# Grallina
Grallina és un gènere d'ocells de la família dels monàrquids (Monarchidae). Les espècies d'aquest gènere són originaries d'Austràlia i Nova Guinea.

## Taxonomia
Durant molt de temps es va creure que eren membres de la família dels Corcoracidae, els ocells que formen nius de fang. Les dues espècies han estat reclassificades a la família Monarchidae. Tots dos formen un llinatge que es va separar aviat d'altres mon`rquids i no tenen parents propers dins de la família.
Els Grallina es consideren o bé com una subfamília Monarchinae, juntament amb els cua de ventall (Rhipidura) com a part de la família Dicruridae, o com una família Monarchidae per dret propi. En termes més generals, pertanyen al parvordre Corvida, que comprèn molts passeriformes tropicals i australians, com ara pardalots, malúrids i menjamels, així com corbs.
Segons la Classificació del Congrés Ornitològic Internacional (versió 15.1, 2025) aquest gènere està format per dues espècies:
- Grallina cyanoleuca - gral·lina australiana.
- Grallina bruijnii - gral·lina de Nova Guinea.